# Achad ha-Am
Ašer Cvi Hirsch Ginsberg (hebrejsky: אשר צבי הירש גינצברג, žil 18. srpna 1856, Skvyra – 2. ledna 1927, Tel Aviv), známý pod svým hebrejským jménem a literárním pseudonymem Achad ha-Am (hebrejsky: אחד העם, doslova „Jeden z lidu,“ Genesis 26:10) byl židovský esejista a nejvýznamnější představitel duchovně-kulturního proudu sionismu.

## Biografie
Narodil se do chasidské rodiny v carském Rusku a získal klasické ortodoxní vzdělání. Později však studoval v Berlíně, Vídni a Bruselu, kde ho ovlivnili angličtí myslitelé té doby. Patřil mezi příslušníky Chovevej Cijon (Milovníků Sijónu) a podle něj měl sionismus usiloval o přebudování země izraelské v „kulturní židovské centrum“. V tomto smyslu se zpočátku vyjadřoval kriticky k židovskému způsobu osidlování Palestiny a tvrdil, že Palestina, aby se mohla stát životaschopným židovským státem, musí být napřed budována jako kulturní židovské centrum. Například v souvislosti s budováním Hebrejské univerzity v jednom ze svých děl napsal: „Založení vlastní vysoké školy (…) nás přivede k našemu cíli blíže než sto zemědělských osad.“ Zdůrazňoval „morální, kulturní a duchovní prvky židovského nacionalismu.“ Zároveň ale „důrazně varoval před přezíravým a násilným chováním vůči Arabům, kterého se v Palestině začali někteří sionisté dopouštět.“ Podle jeho pojetí sionismu, měl tento ideový směr představovat „pokojné soužití a vzájemný respekt Židů a Arabů.“
První izraelský prezident Chajim Weizmann o něm jednou prohlásil: „Měl nejhlubší vliv na ruskožidovské studenty v Evropě (…) otištění jednoho z Achad ha-Amových článků bylo vždycky událostí prvního významu. Byl nekonečně čtěn a mluvilo se o něm. Byl (…) tím, čím byl Gándhí pro mnoho Indů, tím čím byl Mazzini pro mladou Itálii o století dříve.“
O jeho významnosti v sionistickém hnutí svědčí i to, že po něm a po Theodoru Herzlovi byly pojmenovány první ulice v Tel Avivu.